# Haßberg (Kempten)
Haßberg ist eine Einöde in der Gemarkung Sankt Mang der Stadt Kempten (Allgäu).

## Geschichte
Im 13. bzw. 14. Jahrhundert war Haßberg Sitz stiftkemptischer Ministerialen (ritterliche Dienstmannen des Abtes). Hierzu gehörte eine Wasserburg und ein Bauhof. 1331 wurde erstmals das Geschlecht Habsperg erwähnt. Im Jahr 1394 war das Geschlecht für ihren Sitz auf Haßberg und eine Hofstatt in der stiftkemptischen Neustadt zinspflichtig.
1738 waren zwei Höfe in der stiftkemptischen Landtafel verzeichnet. Im Jahr 1819, also ein Jahr nach der Bildung der Ruralgemeinde Sankt Mang, bestand Haßberg aus 3 Anwesen mit 15 Bewohnern in 2 Wohngebäuden. Haßberg gehörte damals zur Hauptmannschaft Lenzfried.
1900 lebten in Haßberg 19 Bewohner auf zwei Anwesen. Eines der Gebäude wurde aus den Bruchsteinen der abgegangenen Wasserburg erbaut. 1954 lebten in Haßberg 13 Einwohner.

## Baudenkmäler

### Wasserburg Haßberg
Die von den Herren von Habsperg erbaute und 1331 erwähnte Wasserburg stand inmitten eines künstlich angelegten Teiches. Der aufgeschüttete, rechteckige Hügel ist der einzige in der nahen Umgebung, der die Grundlage für eine Wasserburg bilden konnte. Nach der Errichtung der Burg wurde der Bach in die vorbereitete Vertiefung geleitet. Der Staudamm blieb ebenfalls erhalten. Ob die Burg Haßberg nach der Übersiedlung in die Stadt Kempten aufgelassen oder zerstört wurde, ist unklar.
Zur Burg Haßberg gehörte auch eine Mühle. Das Fürststift Kempten ließ den Weiher für typische Süßwasserfische aufstauen. Er muss daher größer als heute  gewesen sein.

### Kapelle
Die wohl um 1750 errichtete Haßberger Kapelle wurde 1958 abgebrochen. Sie wurde zu Ehren der Heiligen Dreifaltigkeit und des heiligen Antonius geweiht und besaß einen Kreuzwegablass aus dem Jahr 1801. 1800 wurde sie erneuert. Das Deckenbild zeigte den heiligen Antonius, links den heiligen Johannes, rechts die 14 Nothelfer. Die hölzernen Statuen stellten die Heiligen Rochus und Antonius dar. Die Kapelle besaß ein Altarbild mit der Heiligen Dreifaltigkeit.